# 鬻拳
鬻拳（？—前675年），又叫粥拳、粥权。春秋时期楚国的大夫。进谏时用兵器胁迫楚文王，楚文王答应后，鬻拳自责，砍下双脚，为守门吏。后来楚文王被巴国击败，鬻拳闭门不纳，楚文王伐黄国，大胜。归途中楚文王去世，鬻拳在楚文王下葬后自杀。